# Ґао Яньчжи
Ґао Яньчжи (кит.: 高彥直; нар. 10 грудня 1980) — китайська борчиня вільного стилю, дворазова бронзова призерка чемпіонатів світу, бронзова призерка Східноазійських ігор, срібна призерка Кубку світу, срібна призерка чемпіонату світу серед студентів.

## Життєпис
Боротьбою почала займатися з 1999 року. Ґао Яньчжи завершила спортивну кар'єру незадовго до того, як жіноча боротьба була включена до Олімпійських видів спорту.
Виступала за спортивну школу Шаньдуну. Тренер — Сунь Шулін.

## Спортивні результати на міжнародних змаганнях

### Виступи на Чемпіонатах світу
| Змагання                        | Збірна | Вагова категорія          | Місце  |
| ------------------------------- | ------ | ------------------------- | ------ |
| Чемпіонат світу з боротьби 1999 | КНР    | жіноча боротьба, до 51 кг | Бронза |
| Чемпіонат світу з боротьби 2001 | КНР    | жіноча боротьба, до 51 кг | Бронза |

### Виступи на Східноазійських іграх
| Змагання                 | Збірна | Вагова категорія          | Місце  |
| ------------------------ | ------ | ------------------------- | ------ |
| Східноазійські ігри 2001 | КНР    | жіноча боротьба, до 51 кг | Бронза |

### Виступи на Кубках світу
| Змагання                    | Збірна | Вагова категорія          | Місце  |
| --------------------------- | ------ | ------------------------- | ------ |
| Кубок світу з боротьби 2001 | КНР    | жіноча боротьба, до 51 кг | Срібло |
| Кубок світу з боротьби 2003 | КНР    | жіноча боротьба, до 55 кг | 6      |

### Виступи на інших змаганнях
| Змагання                                        | Збірна | Вагова категорія          | Місце  |
| ----------------------------------------------- | ------ | ------------------------- | ------ |
| Чемпіонат світу з боротьби серед студентів 2002 | КНР    | жіноча боротьба, до 51 кг | Срібло |
| Гран-прі Німеччини з боротьби 2007              | КНР    | жіноча боротьба, до 55 кг | 8      |
| Austrian Ladies Open 2007                       | КНР    | жіноча боротьба, до 55 кг | 5      |